# Лентикулярні хмари
Лентикулярні або лінзоподібні хмари — хмари, що утворюються на гребенях підвітряних хвиль (хвиль, що утворюються в результаті долання вітром перешкод). Різновид високо-купчастих хмар Altocumulus (Ac). Характерною особливістю цих хмар є те, що вони не рухаються, наскільки б сильним не був вітер. Зазвичай лентикулярні хмари зависають з підвітряного боку гірських хребтів, часто утворюючи паралельні їм ланцюжки, а інколи за окремими вершинами, на висоті від 2 до 15 км.
Поява лентикулярних хвиль свідчить, що в атмосфері наявні сильні горизонтальні потоки повітря, які утворюють хвилі над гірськими перешкодами, та що в повітрі досить високий вміст вологи. Це часто буває пов'язаним з наближенням атмосферного фронту.